# Takashi Nakamura
Takashi Nakamura (中村 たかし (なかむら たかし), Nakamura Takashi, nascut el 12 de setembre de 1955 a la Prefectura de Yamanashi, Japó) és un animador japonès i un director d'anime japonès. També és membre fundador del sindicat Japan Animation Creators Association (JAniCA).
La pel·lícula de Nakamura de 2001 A Tree of Palme va ser una selecció oficial del Festival Internacional de Cinema de Berlín. També va treballar a Golden Warrior Gold Lightan, amb el seu primer alumne Koji Morimoto.

## Obres
- Yatterman (1977): director d'animació i animació clau
- Ōgon Senshi Gold Lightan (1981): director d'animació i animació clau
- Genma Taisen (1983): animació clau
- Mirai Keisatsu Urashiman (1983): dissenys de personatges, director d'animació, animació clau, guions guionistes
- Nausicaä of the Valley of the Wind (1984): animació clau
- Meikyū Monogatari (1987): director d'animació
- Robot Carnival (1987): director, guió, dissenys de personatges, animació
- AKIRA (1988): director d'animació, disseny de personatges
- Peter Pan no Bōken (1989): dissenys de personatges, dibuixant d'escenes, guionistes
- Catnapped! (1995): director, creador original, guió, disseny de personatges, director d'animació
- Sonic the Hedgehog (OVA) (1996): pintor de fons de color
- A Tree of Palme (2001): director, creador original, guió
- Tetsujin 28-go (2004): dissenys de personatges i storyboards
- Fantastic Children (2004): director, creador original, guió, dissenys de personatges
- Harmony (2015): director (amb Michael Arias)
- Ballmastrz: Rubicon (2023): director d'animació

## Llibres
- Yume no Naka e (夢の中へ). Tokuma Motion Book , 1985.
- Catnapped! Storyboard (とつぜん!ネコの国 バニパルウィット 絵コンテ). 	Triangle Staff.[4]
- Twilight (TWILIGHT). Anime Style , 2006. ISBN 978-4902948035
- King Abyss (キングアビス). Jive , 2009. ISBN 978-4861766220
- King Abyss: Adama hen (キングアビス アダマ篇). PIE International , 2014. Vol.1: ISBN 978-4756244611 Vol.2: ISBN 978-4756244628